# 地狱之门：东线
《战争号令：地狱之门东线》（英語：Call to Arms - Gates of Hell: Ostfront）是一款2021年发行的即时战术PC游戏，作为《战争号令》的独立资料片发布，该游戏被普遍认为是2006年的《战争之人》(Men of War) 的精神续作。该游戏由铁丝网工作室开发，Digitalmindsoft发行。和《战争之人》一样，它融合了《盟军敢死队》和《突袭》系列的长处，受到了玩家的好评。并且在此基础上提高了游戏的拟真(realism)程度。

## 游戏特点

### 直接操作模式 (Direct Control Mode)
《地狱之门》游戏中任何的载具、步兵都可以切换到第三人称直接控制模式，在该模式下，玩家可以用鼠标键盘或者控制器直接操作步兵或载具的射击、移动和瞄准，从而提高载具和步兵的作战效率，瞄准敌方载具弱点，并且增强游戏的成就感。游戏中每一种火炮、坦克的瞄准镜刻度、标识和放大倍率均与历史上的武器相同。游戏中除了第三人称直接控制模式外，也有和《战争之人》系列完全一致的Top Down战术模式直接操作模式，在该模式下，玩家的视角更为广阔，适合在操作单一单位时纵览全局但是瞄准弱点会变得更加困难。

### 真实甲弹对抗 (Realistic Penetration System)
在大量借鉴《战争雷霆》基础上，《地狱之门》中重新定义了穿甲弹、被帽穿甲弹、破甲弹、高爆弹和高速穿甲弹等二战常用炮弹的逻辑，使得他们可以更为真实的模拟二战期间装甲-坦克对抗的实际情况。例如，游戏中的穿甲弹会随着距离穿透力有所衰减，但是只要穿透力大于坦克的装甲，那么炮弹就有可能击穿敌人的坦克，造成敌方坦克进入不利状态，其中包括成员死亡、震晕、坦克炮塔受损、坦克履带损坏、坦克引擎被毁、坦克起火甚至直接殉爆等。而破甲弹则可以在任何距离穿透同样厚度的装甲，不受到距离衰减，但是会被平衡木、附加装甲隔层或树木等障碍物阻挡。而大口径高爆弹可以震死成员，从而相对完好的保存坦克本身。被帽穿甲弹则更适合对付例如T-34坦克等具备倾斜装甲坦克的对手。
《地狱之门》采取了T/D这一相对真实的计算倾斜装甲坦克防护加成的方法，即炮弹能否击穿倾斜装甲将取决于炮弹口径、初速、入射角等多种因素，抛弃了《战争之人》相对不真实的Cos/Sin三角函数计算。此外，在《地狱之门》中，每一辆坦克都具有其历史上一致的弱点，例如观察窗、指挥塔、机枪射口等位置，有经验的玩家可以利用直接操作瞄准，使用相对较弱的坦克，攻击弱点击败比自己强大的对手。

### 学说 (Doctrine)
《地狱之门》抛弃了《战争之人：突击小队2》各国的英雄点系统，而用每个国家都有的3-5种学说取而代之。学说在多人模式下，允许玩家动用独立的学说点数 (DP) 购买相对廉价实惠的坦克、步兵单位或呼叫空袭，总而节约人口(CP)和人力(MP)对抗对手。而不同学说一般提供给玩家不同的单位和基础MP点步兵可供选择。例如玩家可以在德国的焦土学说中，获得强大的卡尔臼炮等重型武器，而在苏联租借法案学说，可以获得西方援助给苏联的谢尔曼和丘吉尔等西方坦克。不过相对来说，这些学说平衡性较差，某些学说的强度远远不如其他学说。

## 游戏剧情
与其精神前作《战争之人》不同，《地狱之门》的剧情模式每一个任务都没有固定的主角和角色，而是聚焦于一支部队或者一场战役。因此游戏几乎没有连贯的剧情线出现。游戏本体描绘了一些鲜有游戏涉及的早期二战东线历史和冷门战史，例如巴巴罗萨行动、库尔斯克会战、巴格拉季昂行动、国会大厦战役等，同时还描绘了纳粹德国山地部队登上高加索山脉顶峰、西班牙蓝色师团等战史。不过，在DLC “Airborne”中重现了部分《兄弟连》中E连官兵们的故事。

## 游戏内容
游戏包括战役模式、征服模式、遭遇战模式和多人模式。其中遭遇战模式需要玩家购买“Scorched Earth” DLC方可游玩。

### 战役模式
战役模式聚焦于一支二战期间的部队或者一场战役，玩家的任务主要以防御或消灭地图上全部敌人为主，和精神前作《战争之人》一样，玩家同样需要指挥数量较少的部队击败数量和质量远超自己的强大敌军部队。战役模式同样将难度划分为简单、中等、困难和硬核难度，不同的难度中敌人对己方的伤害和HP均有不同，此外敌人动用的武器和规模也会随着难度增加而更大。在该模式下，玩家可以与好友合作通关，但是将会禁用存档功能。

### 征服模式
游戏征服模式灵感来源于《战争之人》的Mod “Dynamic Campaign Generator”，在该模式下，玩家需要自己创建自己的部队，在战略地图上进行5到无限制回合的战斗，获取资源和科技研发点数，从而增强自己的军队的实力，并且通过缴获等方式打造一支属于自己的王牌部队。而敌人会随着难度和进度增加变得越来越强大。在该模式下，在战斗开始之前，玩家可以与好友合作。

### 遭遇战模式
在游戏遭遇战模式中，玩家可以合作抗敌。遭遇战模式与精神前作《战争之人：突击小队》十分相似，玩家需要利用有限的资源(MP)呼叫增援，突破敌人精心打造的3道到4道防线并占领据点，占领的据点数量越多，玩家的资源就越多。而每次玩家摧毁一定数量的敌人，敌人就会呼叫场外支援，而他们往往比玩家目前拥有的部队质量更好，数量更大。

### 多人模式
在游戏多人模式中，最多支持超过8名玩家进行对抗，并且游戏模式包括战区模式、前线攻防模式、对抗歼灭模式以及PVE的占山为王模式。房主可以设置每一局游戏的Period（即历史时段），包括战争早期、中期和后期，从而改变玩家可以召唤的单位。例如在战争前期模式，德国玩家将无法使用例如虎王和黑豹一类的战争后期武器，而只能依赖于一号坦克或一号坦克歼击车这种早期战争武器，反之亦然。在游戏多人模式中，玩家通过占领据点或者歼灭敌人都可以扣对付分并增加己方得分。

## 历史

官方發布的遊戲截圖

发行商Digitalmindsoft曾经深度参与过二战即时战术游戏《战争之人》系列的制作，并且在Bestway的引擎授权下发布了《战争之人：突击小队》和《战争之人：突击小队2》这两款偏向联机的战争之人系列游戏。2015年，Digitalmindsoft制作发行了《战争号令》这款现代战争即时战术游戏，并采取了其自行研发的引擎，其是《突击小队2》的精神续作。与此同时，《突击小队2》的mod “Robz Realism”由于其高拟真效果较为受欢迎，因此该Mod制作成员部分与Digitalmindsoft合作开发拟真二战游戏，作为突击小队2的二战续作。但由于其开发周期过久，Bestway的《战争之人》引擎授权到期，最终更换为《战争号令》引擎，同时游戏作为《战争号令》的独立DLC发布。
2021年6月12日，经过多年开发，《地狱之门》最终发行，起初其必须需要购买《战争号令》基础版方可游玩，但随后发行商Digitalmindsoft取消了这一限制。

## 追加下载内容
单人游戏的背景是第二次世界大战，在游戏发行之初，其仅涉及二战苏德战场，和苏联和德国两大阵营，以及根据战争初期（1939-1941）、战争中期（1942-1943）和战争后期（1943-1945）划分的单位和学说。在2022年6月，游戏首次发行“Talvisota”DLC，该DLC增加了芬兰作为独立的阵营，并且新增了冬季战争部分的战役内容，同时芬兰作为一个可玩国家可在多人模式中使用。
在2022年11月，游戏发行了“Scorched Earth” DLC，其增加了部分东线战场的战役，并且为苏联和德国增加了各一种在多人游戏中使用的新学说和部分新单位。
在2023年11月，游戏发行了“Liberation” DLC，同时游戏的副标题去除了“Ostfront”字眼。该DLC加入了美国作为游戏可玩阵营，并且增加了美国和西线德国的单人战役和遭遇战，其故事内容以诺曼底战役到鲁尔战役截止，以及其在战争初期、中期和后期的兵种树，以及允许让玩家在多人联机中使用美国。
在2024年10月，游戏发行了“Airborne”DLC，这款DLC聚焦于美国空降兵101空降师和82空降师在二战中的故事，并且极大的参考了《兄弟连》这部迷你剧，该DLC中玩家可以指挥温特斯中尉等在现实中出现的角色对抗德军，该DLC由于内容较少获得了褒贬不一的评价。在该DLC中同样出现了英国谢尔曼萤火虫坦克、M4A4坦克和贝德福德卡车等英国内容，在2025年初，制作组确认游戏下一部分更新内容将囊括英联邦军队。

## 游戏评价
游戏在Steam页面获得了“特别好评”的评价，并在metacritic有7.9分的用户评分。评论普遍赞扬游戏对二战拟真程度的还原、载具战斗的手感以及丰富的模组社群。而负面评论主要批评游戏臃肿的代码设计、极多的BUG、糟糕的寻路系统、过多的微操作、滤镜和差强人意的配音。
在《战争之人2》于2024年发布后，《地狱之门》在整体上的评价有所提高，这主要是由于部分玩家认为《战争之人2》采用载具血条（hit points）从而丧失了游戏系列的无血条高随机性载具作战精髓。但随后Digitalmindsoft表示《地狱之门》游戏同样在载具作战有血条系统，只是该系统基本被隐藏，玩家因而无法直接检查载具剩余的HP。同时，Digitalmindsoft表示早年《战争之人》同样存在血条，只是在《突击小队2》中，载具被击穿后的结果完全由RNG决定，因而极大的增强了游戏的不确定性，但不利于竞技。